# らんちきハイツ
らんちきハイツは吉本興業所属の日本の漫才コンビ。ともに大阪NSC30期生。

## メンバー
吉見 明洋（よしみ あきひろ、1985年1月13日 -）主にボケ担当
大阪府枚方市出身。
関西大学卒業。
コンビ結成前は、ピン芸人として活動。
現在屋上のつどいというコンビで活動中

伊藤 貴之（いとう たかゆき、1986年5月27日 -）主にツッコミ担当
岐阜県大垣市出身。血液型B型。
コンビ結成前は、髭ガールズ、英國キネマ、1/fなどで活動。
現在セミリタイア伊藤にネーミングチェンジしピンで活動中

## ネタ
手作りの電動式の小道具を用いた独特の芸風に定評がある。

## 出演
- あらびき団（TBSテレビ）